# Имя дома твоего
«Имя дома твоего. Очерки по топонимике» — научно-популярная книга о топонимике советского писателя, переводчика и популяризатора науки Л. В. Успенского из цикла его научно-популярных произведений о лингвистических науках, наряду с книгами «Слово о словах», «Ты и твоё имя», «Загадки топонимики» и других.

## Содержание
Цель написания книги сам Л.Успенский определил так:

изучение географических имён позволяет глубоко проникнуть в жизнь и прошлое человечества. За ними следят топонимисты. Но, как и у всех учёных, у них не всегда «доходят руки» просто, самыми доступными словами рассказать незнающим о их собственной науке. Так почему бы мне, не топонимисту по профессии, а писателю, чуть ли не с детских лет заворожённому тайнами географических имён, не попытаться сделать это за учёных?
Попытаюсь. А вы — уговор дороже денег! — приступая к чтению этой книги, твёрдо имейте в виду одно: она не научит вас топонимике, не сделает настоящим умелым исследователем имён мест. Но, я надеюсь, она заставит вас по-новому прислушиваться и приглядываться к ним.

Книга состоит из 6 глав, включающих 59 очерков, каждый из которых посвящён отдельному топонимическому сюжету или разновидности топонимов. На богатом фактическом материале автор рассматривает историю возникновения, изменения, распространения, исчезновения названий населённых пунктов, улиц, площадей, морей, океанов, рек, гор, парков, скверов и других природных и созданных людьми объектов по всему земному шару и на других небесных телах (очерк «Луна и Антарктика», например, посвящён описанию названий объектов на поверхности Луны). В очерке «Про эту книгу» автор раскрывает топонимическую подоплёку происхождения имён известных литературных персонажей — Бармалея из произведений К. Чуковского и крысы Шушары из «Приключений Буратино» А. Толстого. В очерке «И так и этак» на примере топонимов «Лодейное Поле» и «Конго» автор демонстрирует неоднозначность решения топонимических задач в очевидных, на первый взгляд, ситуациях, а в очерках «Интеграл в тайге», «Абракадабру под рентген», «Топонимические холмы и горы» — сложность и парадоксальность путей возникновения топонимов. Очерк «Тысяча Новгородов», посвящённый обзору значений названий населённых пунктов, наглядно демонстрирует, как самые разные по звучанию и написанию названия являются «тёзками» по своему значению (Новгород, Нью-Йорк, Неаполь, Карфаген и т. д.). Глава «Всякого жита…» включает очерки, посвящённые отдельным примечательным разновидностям топонимов — самым коротким и длинным названиям (очерк «Лилипуты и бробдиньяги»), колористическим топонимам («Топонимическая радуга»), а также названиям, возникшим в результате ошибок — очерк «Эрратонимы».
По оценкам библиографов, «Ты и твоё имя» и «Имя дома твоего» — наиболее читаемые и чаще всего переиздаваемые книги Л. В. Успенского.